# Sonora-sivatag
A Sonora-sivatag (spanyolul Desierto de Sonora, angolul Sonoran Desert) Észak-Amerika egyik legnagyobb és legforróbb sivataga, az Egyesült Államok és Mexikó határán terül el.  A sivatag az Egyesült Államok Arizona és Kalifornia államainak, valamint Mexikó Sonora, Alsó-Kalifornia és Déli-Alsó-Kalifornia államainak területén fekszik. Területe 311 000 km².  A sivatagban számos különleges és csak ott megtalálható állat- és növényfaj él, többek közt a saguaro kaktusz.

## Elhelyezkedése

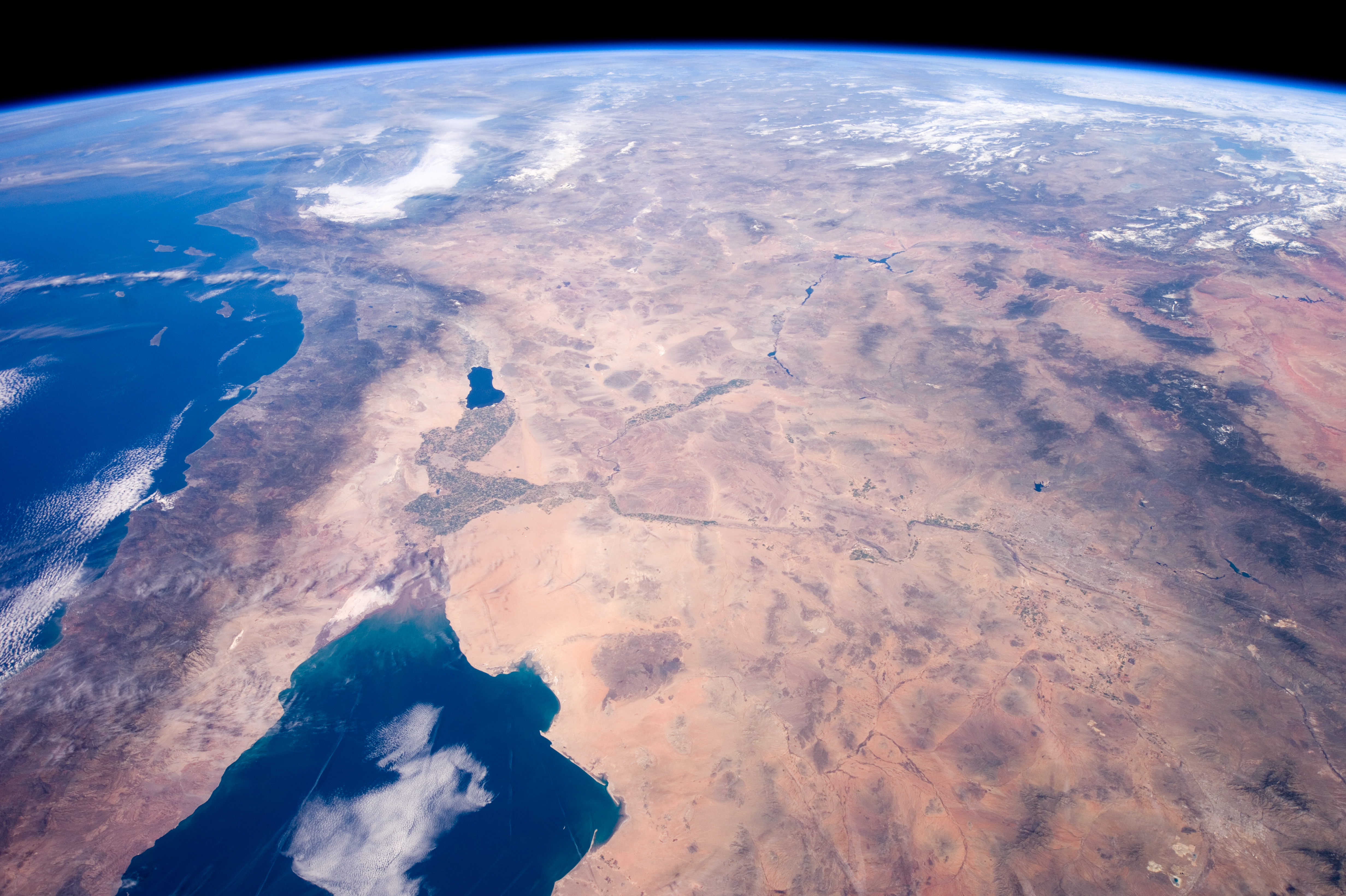
Műholdkép

A Sonora-sivatag a Kaliforniai-öböl északi végét öleli körül, az öböl nyugati oldalán Alsó-Kalifornia államon át (a Csendes-óceáni partvidék és a központi magashegység kivételével) lenyúlik Déli-Alsó-Kalifornia államig (a középső részen és az óceáni partvidéken az El Vizcaíno Bioszféra-rezervátum, és a félsziget déli csúcsán); az öböl keleti oldalán Kalifornia állam délkeleti, Arizona délnyugati és déli részén át nyúlik le Sonora állam nyugati és középső területeiig.
Nyugati oldalán az Észak-amerikai Parti-hegység déli részét képező Peninsular-hegység határolja és választja el a Csendes-óceáni lejtő Kaliforniai chaparral és erdőség (északnyugaton) és Alsó-Kaliforniai-sivatag (délnyugaton) ökorégióktól. Északon, Kaliforniában és Arizona északnyugati részén a Sonora-sivatag fokozatosan megy át a hidegebb telű, kissé magasabban fekvő Mojave, Great Basin és Colorado-plató sivatagokba. Keleti és délkeleti oldalán szintén fokozatos az átmenet az arizonai hegyvidéki erdők és a Nyugati-Sierra Madre magasabban fekvő, tűlevelű erdőkkel borított ökorégióiba. Délen, Mexikó Sinaloa állama felől a Sonora-Sinaloa átmeneti szubtrópusi száraz erdők ökorégiója határolja.

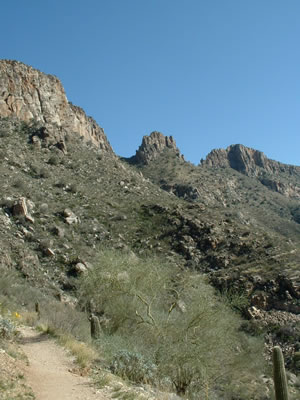
Hegyek a Sonora-sivatagban

A sivatag alrégiói a délkelet-kaliforniai Colorado-sivatag és az észak-déli irányú Colorado folyó keleti partján fekvő Yuma-sivatag. Forrest Shrieve 1957-es publikációjában (Vegetation of the Sonoran Desert - A Sonora-sivatag növényvilága) jellemző növényzete alapján hét régióra osztotta a Sonora-sivatagot: alsó Colorado-völgy, arizonai fennsík, Sonora-síkság, Sonora-előhegység, öböl középső partvidék, Vizcaíno régió, Magdalena régió.  Napjainkban több ökológus úgy véli, hogy Shreve Vizcaíno és Magdalena régiói, melyek a Kaliforniai-félsziget nyugati felén fekszenek, önálló ökorégiót alkotnak: az Alsó-Kaliforniai-sivatagot.
A Sonora-sivatag Mexikóban fekvő déli részén található az El Pinacate és Altar-sivatag Bioszféra-rezervátum (Reserva de la Biosfera el Pinacate y Gran Desierto de Altar), melynek területe 2000 km² sivatagos és hegyvidéki terület. A Pinacate Nemzeti Parkban található Észak-Amerika egyetlen aktív erg-típusú sivatagja (dűnetenger). A parkhoz legközelebb eső város Puerto Peñasco Sonora államban.

## Élővilága
A Sonora-sivatag 60 emlősfajnak, 350 madárfajnak, 20 kétéltűfajnak, több mint 100 hüllőfajnak, 30 őshonos halfajnak, több mint 1000 őshonos méhfajnak és több mint 2000 őshonos növényfajnak ad otthont. A Sonora-sivatagnak Tucsontól délnyugatra, a mexikói határ felé eső része az Egyesült Államok egyetlen jaguárpopulációjának élőhelye.

### Növényvilága

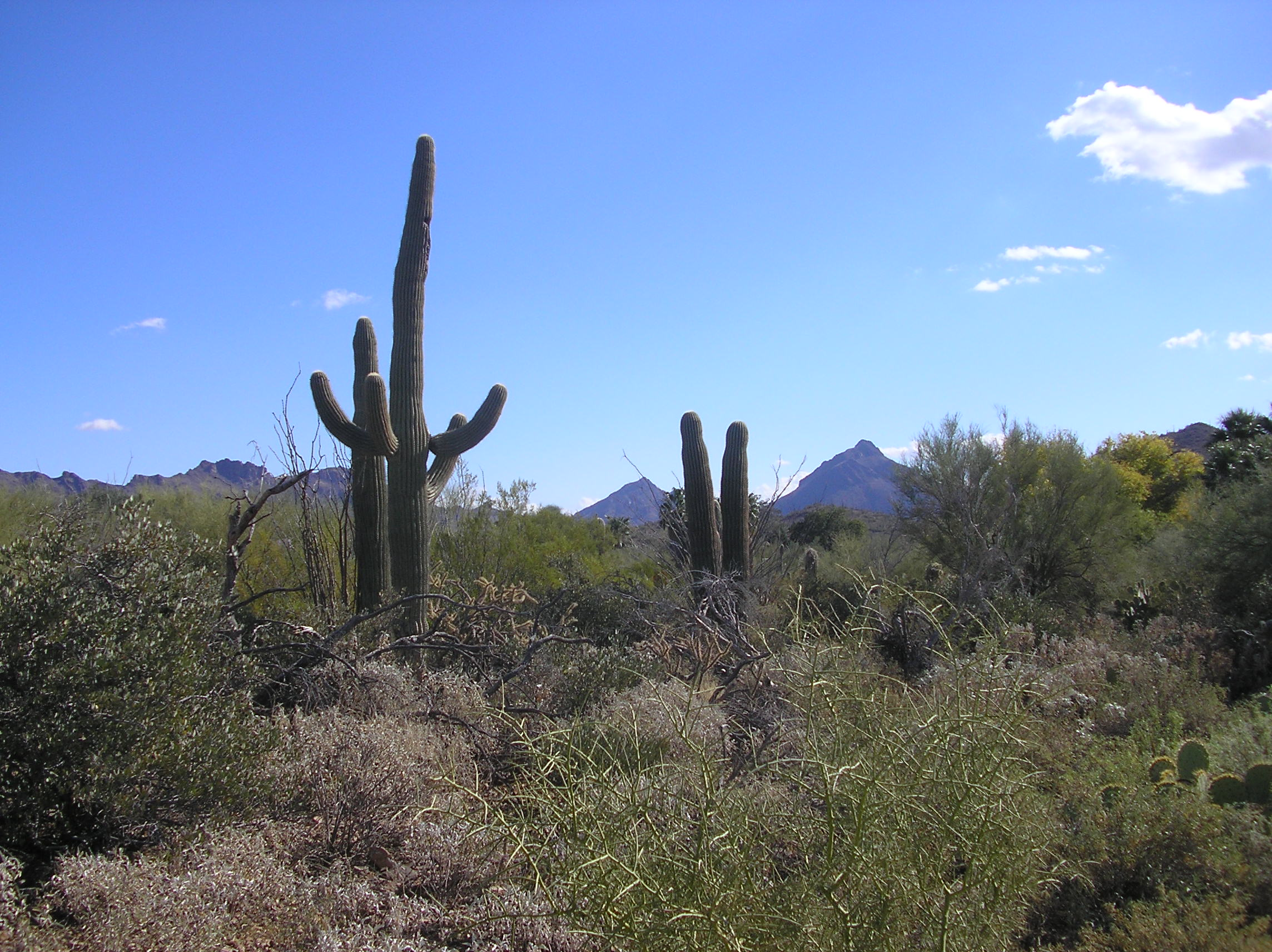
A Sonora-sivatag Tucson közelében decemberben

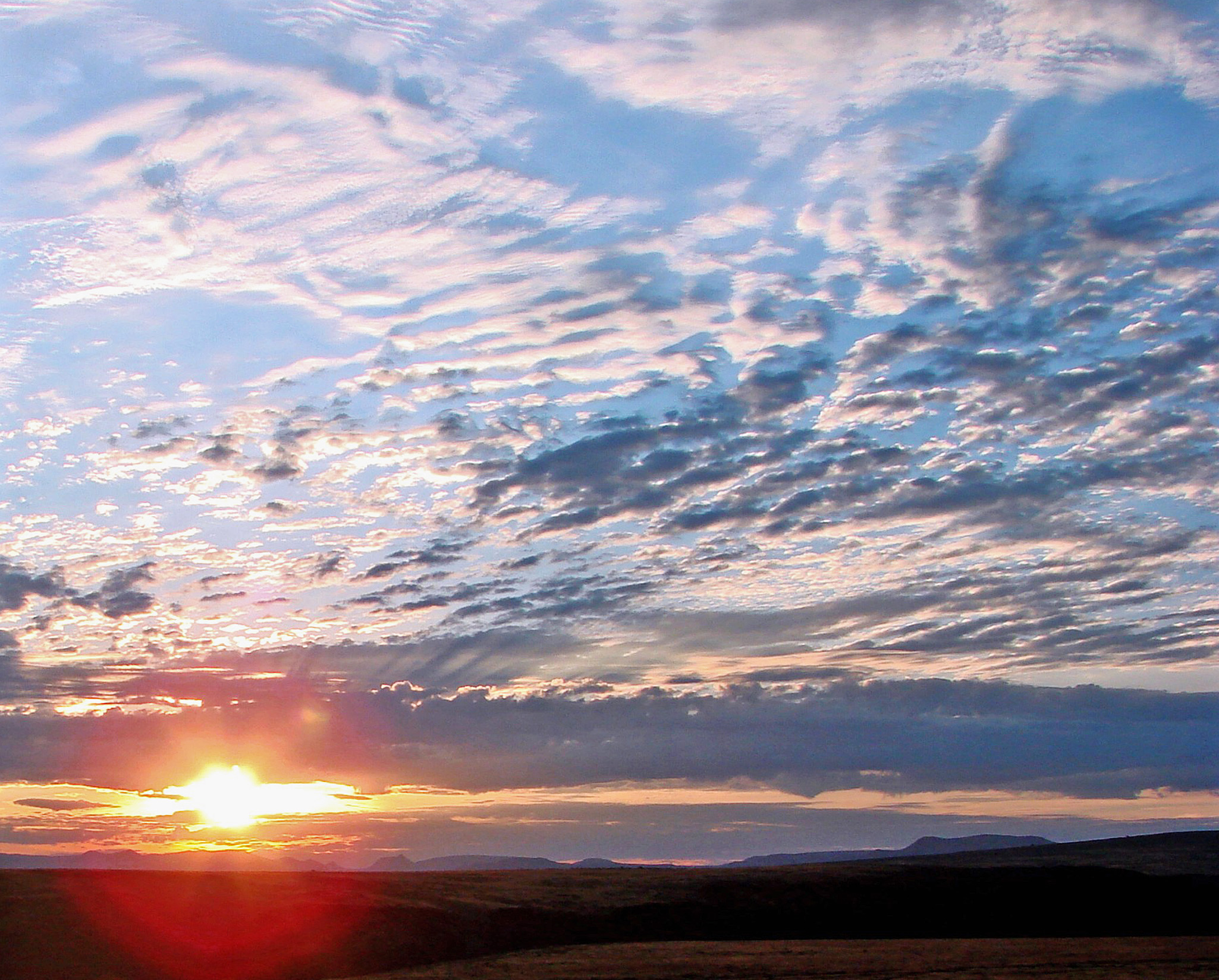
Napkelte a Sonora-sivatagban

Számos növényfaj nemcsak elviseli a Sonora-sivatag kegyetlen körülményeit, hanem egyenesen jól érzi magát benne. Közülük sokan speciálisan alkalmazkodtak a sivatagi klímához. A Sonora-sivatag kétévszakos csapadékeloszlása több növényfaj kifejlődését eredményezte, mint Észak-Amerika bármelyik másik sivatagja. A sivatag növényzetét agávéformák, pálmavirágúak, kaktuszok, pillangósvirágúak és más növények alkotják.
A Sonora-sivatag a világ egyetlen helye, ahol a saguaro kaktusz vadon megtalálható. Az itt élő kaktuszok közt megtalálható a Cylindropuntia, a hódfarkú fügekaktusz (Opuntia basilaris), az Echinocereus, a Ferocactus wislizeni, fügekaktusz (Opuntia), a Peniocereus és a Stenocereus thurberi. A kaktuszok táplálékot és otthont biztosítanak számos sivatagi emlős- és madárfajnak;  feltűnő vörös, rózsaszín, sárga és fehér virágaik a fajtól és az évszak hőmérsékletétől függően márciustól júniusig nyílnak.
A völgyekben  a kreozotcserje (Larrea tridentata) és az Ambrosia dumosa a jellemző.  A Psorothamnus, az Ephedra  és a Prosopis nemzetségbe tartozó fajok szintén megtalálhatók.  A sivatagi vadvirágok közül itt él az Abronia villosa, a Geraea canescens, valamint Oehothera fajok. A völgyekből felfelé haladva a Parkinsonia nemzetségbe tartozó fajok, Olneya tesota, sivatagi fűz (Chilopsis) és Fouquieria splendens láthatók. A magasabban fekvő területeken akácia (Acacia constricta), Calliandra eriophylla, és jojoba (Simmondsia chinensis) él. A Kaliforniai-félszigeten fekvő sivatagban orgonakaktusz, Bursera microphylla és Fouquieria columnaris fordul elő. A Kaliforniai Washington-pálma is megtalálható a Sonora-sivatag némely vidékén, például az Anza-Borrego Sivatag Állami Parkban.

### Állatvilága

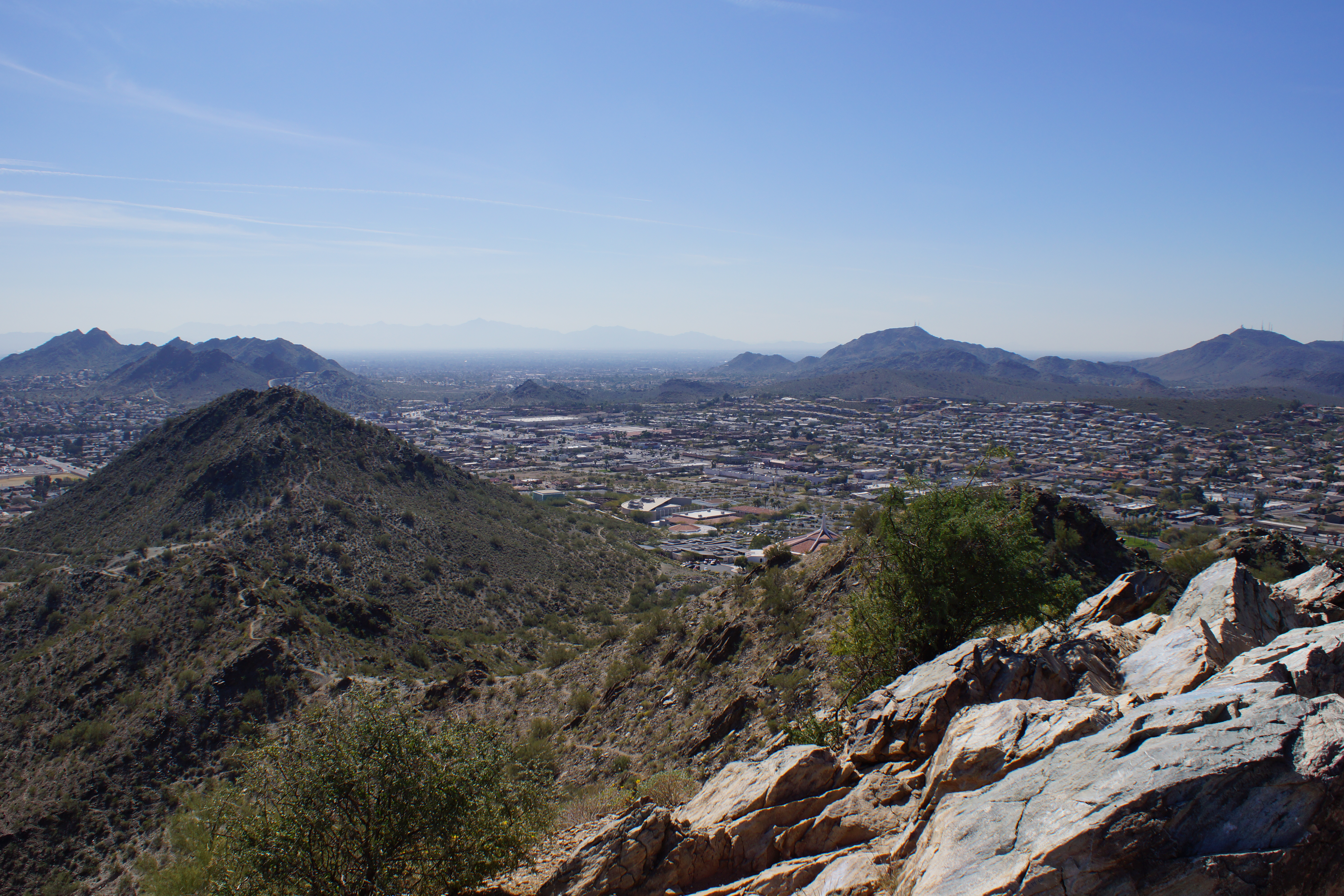
A Shadow Mountain Phoenix közelében

## Lakosság
A Sonora-sivatag tizenhét indián törzsnek ad otthont, akiknek az Arizona  állambeli rezervátumokban vannak települései. A Sonora-sivatag legnagyobb városa Phoenix, melynek lakossága 2008-ban  4,3 millió fő volt.  A város Arizona közepén, a Salt River partján fekszik, az Egyesült Államok egyik legnagyobb tempóban fejlődő városi területe. 
A további nagy városok Tucson, Arizona déli részén mintegy 1 millió lakossal és Mexicali (Alsó-Kalifornia), melynek lakossága 690 000 körül van. A Sonora állambeli Hermosillo lakosainak száma mintegy 715 000. A sivatag déli részén fekvő Ciudad Obregón városnak körülbelül 300 800 lakosa van.

## Parkok, természetvédelmi központok és kutatóhelyek
A 2008 km² területű Sonora-sivatag nemzeti parkot 2001-ben hozták létre Arizonában a sivatag értékeinek fokozott védelme érdekében.